# Domingo Inza
Domingo Inza y Rey (f. 1878) fue un arquitecto español del siglo xix.

## Biografía

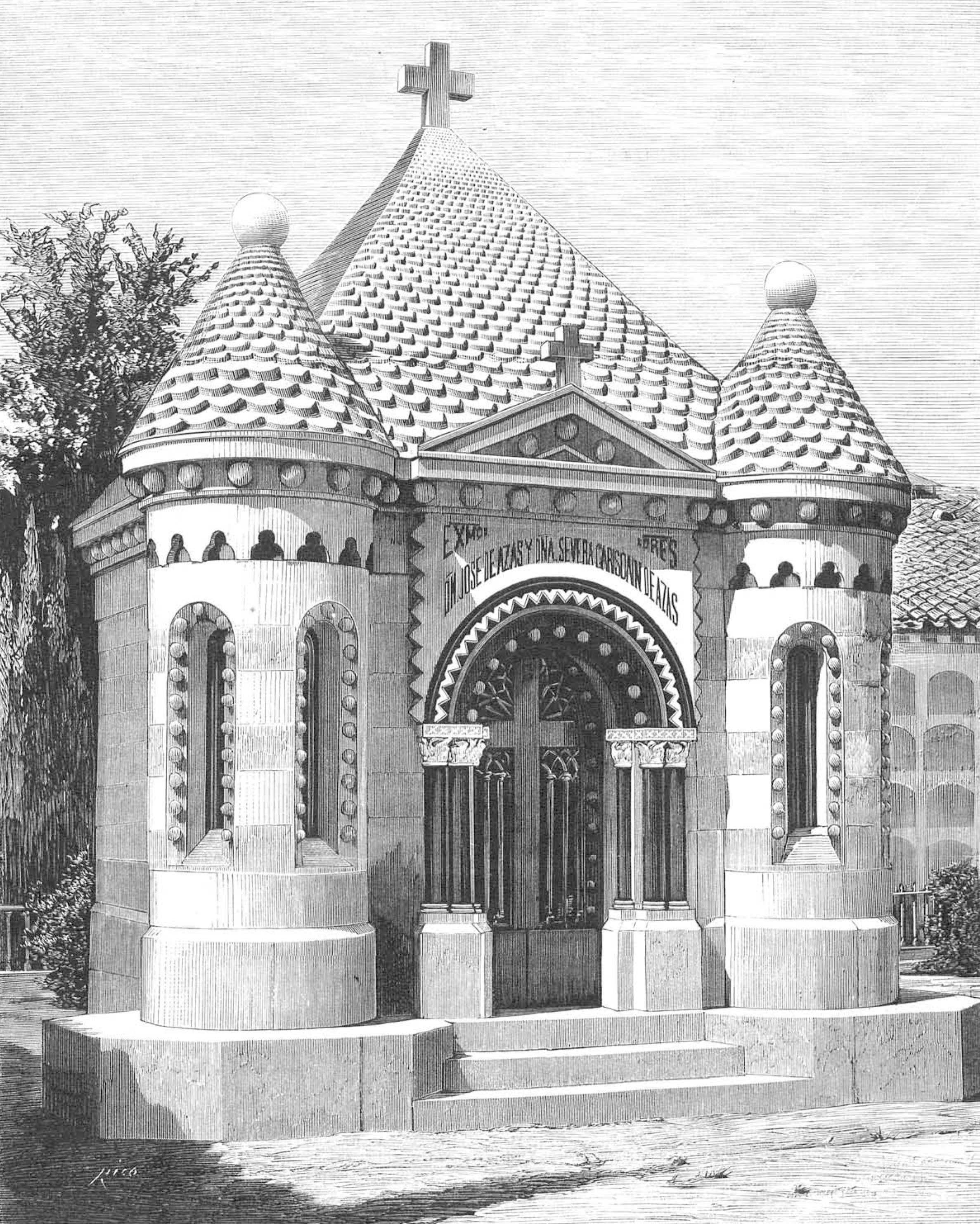
Panteón Azas

Huérfano desde muy joven, costeó la carrera de arquitectura con los modestos recursos de una plaza de delineante, ganando la de pensionado en Roma, después de dos oposiciones. Los trabajos que ejecutó durante la pensión se consideraron en Madrid como modelos.
Dirigió los proyectos de diversas viviendas particulares en Madrid. La principal obra de Inza, considerada su «obra maestra» por Fernández Bremón y reseñada elogiosamente por este, no se ha construyó: se habría tratado de un proyecto para la Puerta del Sol, que sin embargo el Ayuntamiento no acometió. Fue también el arquitecto de una denominada «casa de las Bolas» en la calle de Hortaleza, proyecto ante el cual se le habría acusado de extravagancia por la decoración, y en el que, según Cabello Lapiedra, Inza habría revelado «un genio original é independiente dentro de los buenos principios y de la más sana arquitectura». Igualmente fue el autor del panteón de la familia Azas en el cementerio de San Nicolás –Eugenio Duque se encargaría de la parte escultórica– y participó en la reforma del Palacio de Santoña, diseñando una notable escalera de mármol en el interior del inmueble.
Inza, que colaboró en la revista El Eco de los Arquitectos con una serie de artículos sobre «La arquitectura y la sociedad», falleció en Madrid el 10 de mayo de 1878.